# Старик Володимир
Володимир Старик (нар. 23 березня 1910, м. Львів — пом. 30 листопада 1932, м. Городок, Львівська область) — діяч ОУН, учасник нападу на пошту в місті Городку 30 листопада 1932.

## Життєпис
Народився 23 березня 1910 ймовірно у місті Львові
Був членом Пласту — 4 курінь ім. Богдана Хмельницького (м. Львів).

### Напад на пошту в Городку

Некролог у газеті «Сурма» на смерть Володимира Старика, Юрія Березинського, Василя Біласа та Дмитра Данилишина

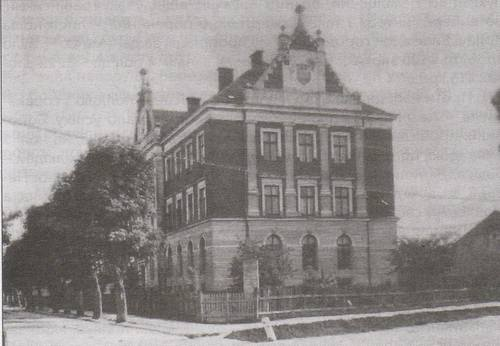
Пошта в Городку

Пам'ятник загиблим і страченим учасникам нападу на пошту в Городку : Юрію Березинському, Володимиру Старику, Василю Біласу і Дмитру Данилишину

Пам'ятник на могилі Юрія Березинського, Володимира Старика та інших загиблих Героїв у Городку

30 листопада 1932 Володимир Старик взяв участь у нападі на польську пошту в місті Городку.
26 листопада у Львові відбулась нарада за участю крайового провідника ОУН Богдана Кордюка, а також Романа Шухевича і Миколи Лебедя. Під час наради для участі у нападі було обрано 12 бойовиків ОУН із різних місцевостей: Юрій Березинський — керівник групи, а також Дмитро Данилишин, Василь Білас, Маріян Жураківський, Петро Максимців, Степан Долинський, Степан Куспісь, Степан Мащак, Володимир Старик, Григорій Файда, Степан Цап та Григорій Купецький.
У середу 30 листопада бойовики рівно о 16:55 із двох різних боків вулиці наблизилися до будинку пошти та увійшли до неї, надяшнувши на обличчя маски. Нападники розбилися на чотири групи: одні увійшли до приміщення пошти, другі мали на меті виключно касу, третя група блокувала телефонні апарати, четверта залишилася в коридорі для прикриття.
Але напад склався невдало. Несподіванкою для бойовиків стало те, що всі поштові службовці, колишні вояки легіону Пілсудського, всупереч інструкціям мали при собі револьвери. Щойно бойовики зайшли до залу і запропонували всім підняти руки догори, на них посипалися постріли, а двері каси замкнулися. За іншими даними, першим стріляти почав саме Юрій Березинський, який контролював п'ять працівників пошти. Не витрачаючи часу, Дмитро Данилишин вистрілив кілька разів у двері каси, вибив вікно, через яке видавалися гроші, а Василь Білас через це вікно проник до каси і забрав гроші. Після цього Василь Білас та Дмитро Данилишин негайно вибігли з будинку, давши умовлений знак бойовикам, що слід відступати.
Але й тут усе склалося не так, як очікувалося. Коли бойовики вибігали з пошти, в них стали стріляти з будинків, розташованих біля поштового будинку. Тому довелося відбиватися й на вулиці.
Володимира Старика тут смертельно поранили, однак він зумів іще добігти до будинку адвоката Степана Біляка — відомого суспільного і політичного діяча, посла до польського сейму від УНДО. Старик, отже, упав біля будинку Біляка, його відразу занесли до помешкання адвоката, де він, не приходячи до тями, невдовзі помер.
Похований Володимир Старик поряд із Юрієм Березинським на цвинтарі міста Городок.